# Caaf Water
Caaf Water är ett vattendrag i Storbritannien.   Det ligger i riksdelen Skottland, i den nordvästra delen av landet, 500 km nordväst om huvudstaden London.